# Khin Antal
Khin Antal (Vajka, 1884. április 18. – Budapest, 1973. november 26.) tanár, tudományos kutató, muzeológus, az egykori somorjai múzeum alapítója.

## Élete
Szülei vajkai Khin Lajos halász és jókai Tápay Irma voltak. 1916-ban Pribócon feleségül vette Thring Erzsébetet.
1908-ban a Budapesti Tudományegyetemen szerzett középiskolai tanári oklevelet. Tanárként működött Znióváralján, Stubnyafürdőn, Somorján, Pozsonyban és Léván a tanítóképzőben igazgatóként (1940-1945). 1913-ban nyelvészeti kutatásokat folytatott Vajkán. 1927–1929 között megszervezte a somorjai Csallóközi Múzeumot és ennek igazgatója lett egészen 1940-ig. 1931-ben levelet küldött Masaryk Csehszlovákia alapító elnökének.
1945 után Budapestre költözött, a Magyar Mezőgazdasági Múzeum külső, majd főmunkatársaként dolgozott nyugdíjazásáig. A csallóközi népszokásokkal, művészettörténeti emlékekkel, regevilággal és halászélettel foglalkozó cikkei a pozsonyi Híradó című lapban, a Szülőföldünk (Pozsony) évfolyamaiban, a Csallóközi Hírlapban és hazai szakfolyóiratokban jelentek meg.

## Emléke
- Somorján a Városi Honismereti Ház épületének falán emléktábla

## Művei
- 1913 Alangyár. Magyar nyelv 9. köt. 10, 468.
- 1928 Csallóközi muzeum. Pozsony
- 1930 Vyzy na velkom Žitnom ostrove a ich lovenie. Časopis Muzeálnej slovenskej spoločnosti XXII.
- 1932 Csallóközi legényavatás. Ethnographia XLIII, 19-24.
- 1934 Magyar Írás 1934. június
- 1935 A farsangi dőrék (Adalék Csallóköz néprajzához). Magyar Figyelő III április/1, 91-94.
- 1937 Olvasókönyv a magyar tanítási nyelvű elemi iskolák 4-5. évfolyama számára. Praha-Prešov
- 1941 Lucaszékek Csallóközben. Ethnographia LII, 59-61.
- 1948 A csallóközi halászélet. Halászat 2 (47)/5, 68-71.
- 1948 A csallóközi halászélet II. Szerszámjárás. Halászat 2 (47)/4, 57-58.
- 1948 A kishalászat szerszámjárása. Halászat 2 (47)/6, 87-88.
- 1948 A kishalászat szerszámjárása. Halászat 2 (47)/8-9, 125-127.
- 1948 A rekeszvörse, a vejsze és a barok (Csallóközi halászélet – A kishalászat szerszámjárása). Halászat 2 (47)/10-12, 168-170.
- 1954 A magyar viza története. Halászat 1/5, 13.
- 1954 A Sió halászeszközei. Halászat 1/9, 13.
- 1957 A magyar vizák története. Mezőgazdasági Múzeum Füzetei 2. Budapest
- 1959 Új halászati kiállítás a Mezőgazdasági Múzeumban. Halászat 6/8, 147.
- 1960 A Velencei-tó halászata. Budapest
- Somorja legrégibb képe és a rajta levő históriás ének. In: Somorja... 140-143.